# Milwaukee Brewers
Milwaukee Brewers er et amerikansk baseballhold fra Milwaukee, Wisconsin, der spiller i MLB-ligaen. Brewers hører hjemme i Central Division i National League, og spiller deres hjemmekampe på Miller Park.
Brewers blev stiftet i 1969 i Seattle under navnet Seattle Pilots, men allerede året efter flyttede klubejeren holdet til Milwaukee, hvor det siden da har hørt til under navnet Brewers. Fra 1969 til 1997 spillede Brewers i American League, men flyttede siden over til National League, hvor holdet altså spiller i dag. Holdet har én gang, i 1982 været i MLB-finalen World Series, hvor man dog blev besejret af St. Louis Cardinals.